# Tubificoides parapectinatus
Tubificoides parapectinatus är en ringmaskart som beskrevs av Brinkhurst 1985. Tubificoides parapectinatus ingår i släktet Tubificoides och familjen glattmaskar. Inga underarter finns listade i Catalogue of Life.